# Bilan saison par saison des Rough Riders d'Ottawa
Pour un article plus général, voir Rough Riders d'Ottawa.
Les Rough Riders d'Ottawa ont été fondés en 1876. Durant leur existence, ils ont disputé 113 saisons, dont 8 sans faire partie d'une ligue. Ils ont fait partie de la Ontario Rugby Football Union (ORFU) pendant 15 saisons et de la Quebec Rugby Football Union (QRFU) pendant 7 autres. Ils ont été un des membres fondateurs de la Interprovincial Rugby Football Union (IRFU, ou communément Big Four) dans laquelle ils ont disputé 44 saisons, de 1907 à 1915, de 1919 à 1940 et de 1945 à 1957, et finalement de la Ligue canadienne de football de 1958 à 1996. Dans la LCF, ils ont disputé 39 saisons. Il faut enfin ajouter la saison 1941 où ils étaient membres de l'éphémère Eastern Rugby Football Union.
Ils ont terminé en première place de leur ligue ou division 28 fois, dont 5 fois dans l'ORFU, 3 fois dans la QRFU, 13 fois dans l'IRFU et 7 fois dans la LCF. Ils ont atteint la finale du championnat du Dominion (prédécesseur de la coupe Grey) à 4 reprises et l'ont remporté 3 fois. Ils ont aussi atteint la finale de la coupe Grey 15 fois, et l'ont remportée à 9 reprises.
|                                 | Division                            | M.J.                                  | Vic.                                  | Déf.                                  | Nuls                                  | P.P.                                  | P.C.                                  | Pts                                   | Pos.                                  | Éliminatoires |
| Ottawa Football Club            |                                     |                                       |                                       |                                       |                                       |                                       |                                       |                                       |                                       | |
| 1876-1882                       | Aucun sommaire de saison disponible | Aucun sommaire de saison disponible   | Aucun sommaire de saison disponible   | Aucun sommaire de saison disponible   | Aucun sommaire de saison disponible   | Aucun sommaire de saison disponible   | Aucun sommaire de saison disponible   | Aucun sommaire de saison disponible   | Aucun sommaire de saison disponible   | Aucun sommaire de saison disponible |
| 1883                            | Ontario Rugby Football Union (ORFU) | Pas de saison régulière               | Pas de saison régulière               | Pas de saison régulière               | Pas de saison régulière               | Pas de saison régulière               | Pas de saison régulière               | Pas de saison régulière               | Pas de saison régulière               | Finale de l'ORFU : Argonauts de Toronto 9, Ottawa 7 |
| 1884                            | ORFU                                | Pas de saison régulière               | Pas de saison régulière               | Pas de saison régulière               | Pas de saison régulière               | Pas de saison régulière               | Pas de saison régulière               | Pas de saison régulière               | Pas de saison régulière               | Finale de l'ORFU : Ottawa déclare forfait, Toronto gagne par défaut |
| 1885                            | ORFU                                | Pas de saison régulière               | Pas de saison régulière               | Pas de saison régulière               | Pas de saison régulière               | Pas de saison régulière               | Pas de saison régulière               | Pas de saison régulière               | Pas de saison régulière               | Finale de l'ORFU : Collège d'Ottawa 21, Ottawa 3 |
| 1886                            | ORFU                                | Pas de saison régulière               | Pas de saison régulière               | Pas de saison régulière               | Pas de saison régulière               | Pas de saison régulière               | Pas de saison régulière               | Pas de saison régulière               | Pas de saison régulière               | Demi-finale « city » de l'ORFU : Argonauts deToronto 12, Ottawa 7 |
| 1887                            | ORFU                                | Pas de saison régulière               | Pas de saison régulière               | Pas de saison régulière               | Pas de saison régulière               | Pas de saison régulière               | Pas de saison régulière               | Pas de saison régulière               | Pas de saison régulière               | Non qualifiés |
| 1888                            | ORFU                                | Pas de saison régulière               | Pas de saison régulière               | Pas de saison régulière               | Pas de saison régulière               | Pas de saison régulière               | Pas de saison régulière               | Pas de saison régulière               | Pas de saison régulière               | Non qualifiés |
| 1889                            | ORFU                                | Pas de saison régulière               | Pas de saison régulière               | Pas de saison régulière               | Pas de saison régulière               | Pas de saison régulière               | Pas de saison régulière               | Pas de saison régulière               | Pas de saison régulière               | Non qualifiés |
| 1890                            | ORFU                                | Pas de saison régulière               | Pas de saison régulière               | Pas de saison régulière               | Pas de saison régulière               | Pas de saison régulière               | Pas de saison régulière               | Pas de saison régulière               | Pas de saison régulière               | Non qualifiés |
| 1891                            | ORFU                                | Pas de saison régulière               | Pas de saison régulière               | Pas de saison régulière               | Pas de saison régulière               | Pas de saison régulière               | Pas de saison régulière               | Pas de saison régulière               | Pas de saison régulière               | Demi-finale de l'ORFU (total de deux matchs) : Osgoode Hall 72, Ottawa 3 |
| 1892                            | Joue des matchs hors-concours       | Joue des matchs hors-concours         | Joue des matchs hors-concours         | Joue des matchs hors-concours         | Joue des matchs hors-concours         | Joue des matchs hors-concours         | Joue des matchs hors-concours         | Joue des matchs hors-concours         | Joue des matchs hors-concours         | Joue des matchs hors-concours |
| 1893                            | ORFU                                | Pas de saison régulière               | Pas de saison régulière               | Pas de saison régulière               | Pas de saison régulière               | Pas de saison régulière               | Pas de saison régulière               | Pas de saison régulière               | Pas de saison régulière               | Quart de finale de l'ORFU (total de deux matchs) : Argonauts de Toronto 44, Ottawa 15 |
| 1894                            | Quebec Rugby Football Union (QRFU)  | 4                                     | 0                                     | 4                                     | 0                                     | 22                                    | 80                                    | 0                                     | 4/4                                   | Non qualifiés |
| 1895                            | QRFU                                | 4                                     | 3                                     | 1                                     | 0                                     | 49                                    | 57                                    | 0                                     | 1/4 ex aequo                          | Bris d'égalité : Montreal Football Club 19, Ottawa 11 |
| 1896                            | QRFU                                | 4                                     | 2                                     | 2                                     | 0                                     | 40                                    | 59                                    | 4                                     | 2/4                                   | Non qualifiés |
| 1897                            | QRFU                                | Suspendus par la QRFU pour jeu brutal | Suspendus par la QRFU pour jeu brutal | Suspendus par la QRFU pour jeu brutal | Suspendus par la QRFU pour jeu brutal | Suspendus par la QRFU pour jeu brutal | Suspendus par la QRFU pour jeu brutal | Suspendus par la QRFU pour jeu brutal | Suspendus par la QRFU pour jeu brutal | Suspendus par la QRFU pour jeu brutal |
| Rough Riders d'Ottawa           |                                     |                                       |                                       |                                       |                                       |                                       |                                       |                                       |                                       | |
| 1898                            | ORFU                                | 6                                     | 6                                     | 0                                     | 0                                     | 170                                   | 20                                    | 12                                    | 1/4                                   | Finale ORFU-CIRFU : Ottawa 7, Université de Toronto 3 Championnat du Dominion : Ottawa 11, Collège d'Ottawa 1                                                                                |
| 1899                            | ORFU                                | 6                                     | 5                                     | 1                                     | 0                                     | 76                                    | 32                                    | 10                                    | 1/4 ex aequo                          | Finale de l'ORFU (bris d'égalité) : Granites de Kingston (en) 8, Ottawa 0 |
| 1900                            | ORFU                                | 6                                     | 4                                     | 2                                     | 0                                     | 89                                    | 25                                    | 8                                     | 1/4 ex aequo                          | Finale de l'ORFU (bris d'égalité) : Ottawa 20, Argonauts de Toronto 12 Championnat du Dominion : Ottawa 17, Brockville Football Club (en) 10                                                 |
| 1901                            | ORFU                                | 6                                     | 4                                     | 2                                     | 0                                     | 111                                   | 34                                    | 8                                     | 2/4                                   | Non qualifiés |
| 1902                            | ORFU                                | 2                                     | 2                                     | 0                                     | 0                                     | 29                                    | 4                                     | 0                                     | 1/3                                   | Championnat du Dominion : Ottawa 5, Collège d'Ottawa 0 |
| 1903                            | QRFU                                | 6                                     | 5                                     | 1                                     | 0                                     | 75                                    | 31                                    | 10                                    | 1/4                                   | Pas de championnat du Dominion |
| 1904                            | QRFU                                | 6                                     | 3                                     | 3                                     | 0                                     | 91                                    | 63                                    | 6                                     | 3/4                                   | Non-qualifié |
| 1905                            | QRFU                                | 6                                     | 6                                     | 0                                     | 0                                     | 126                                   | 36                                    | 12                                    | 1/4                                   | Championnat du Dominion : Université de Toronto 11, Ottawa 9 |
| 1906                            | QRFU                                | 6                                     | 4                                     | 2                                     | 0                                     | 165                                   | 55                                    | 8                                     | 2/4                                   | Non qualifiés |
| Ottawa Football Club ou Ottawas |                                     |                                       |                                       |                                       |                                       |                                       |                                       |                                       |                                       | |
| 1907,                           | IRFU                                | 6                                     | 2                                     | 4                                     | 0                                     | 78                                    | 102                                   | 4                                     | 3/4                                   | Non qualifiés |
| 1908                            | IRFU                                | 6                                     | 5                                     | 1                                     | 0                                     | 114                                   | 41                                    | 210                                   | 1/4                                   | Finale de l'IRFU : Tigers de Hamilton 11, Ottawa 9 |
| 1909                            | IRFU                                | 6                                     | 5                                     | 1                                     | 0                                     | 76                                    | 71                                    | 10                                    | 1/4 ex aequo                          | Finale de l'IRFU (bris d'égalité) : Ottawa 14, Tigers de Hamilton 8 Demi-finale de la coupe Grey : Université de Toronto 31, Ottawa 7                                                        |
| 1910                            | IRFU                                | 6                                     | 3                                     | 3                                     | 0                                     | 70                                    | 66                                    | 6                                     | 2/4                                   | Non qualifiés |
| 1911                            | IRFU                                | 6                                     | 3                                     | 3                                     | 0                                     | 61                                    | 83                                    | 6                                     | 2/4                                   | Non qualifiés |
| 1912                            | IRFU                                | 6                                     | 4                                     | 2                                     | 0                                     | 77                                    | 65                                    | 8                                     | 2/4                                   | Non qualifiés |
| 1913                            | IRFU                                | 6                                     | 4                                     | 2                                     | 0                                     | 84                                    | 87                                    | 8                                     | 2/4                                   | Non qualifiés |
| 1914                            | IRFU                                | 6                                     | 0                                     | 6                                     | 0                                     | 39                                    | 162                                   | 0                                     | 4/4                                   | Non qualifiés |
| 1915                            | IRFU                                | 6                                     | 2                                     | 4                                     | 0                                     | 69                                    | 69                                    | 4                                     | 3/4                                   | Non qualifiés |
| 1916-1918                       | Saisons annulées                    | Saisons annulées                      | Saisons annulées                      | Saisons annulées                      | Saisons annulées                      | Saisons annulées                      | Saisons annulées                      | Saisons annulées                      | Saisons annulées                      | Saisons annulées |
| Senators d'Ottawa               |                                     |                                       |                                       |                                       |                                       |                                       |                                       |                                       |                                       | |
| 1919                            | IRFU                                | 6                                     | 3                                     | 3                                     | 0                                     | 78                                    | 44                                    | 6                                     | 2/4                                   | Pas d'éliminatoires ni de match de la coupe Grey |
| 1920                            | IRFU                                | 6                                     | 3                                     | 3                                     | 0                                     | 49                                    | 52                                    | 6                                     | 3/4                                   | Non qualifiés |
| 1921                            | IRFU                                | 6                                     | 3                                     | 3                                     | 0                                     | 77                                    | 71                                    | 6                                     | 2/4                                   | Non qualifiés |
| 1922                            | IRFU                                | 6                                     | 0                                     | 5                                     | 1                                     | 23                                    | 103                                   | 1                                     | 4/4                                   | Non qualifiés |
| 1923                            | IRFU                                | 6                                     | 1                                     | 5                                     | 0                                     | 54                                    | 60                                    | 2                                     | 4/4                                   | Non qualifiés |
| 1924                            | IRFU                                | 6                                     | 2                                     | 4                                     | 0                                     | 29                                    | 33                                    | 4                                     | 3/4                                   | Non qualifiés |
| 1925                            | IRFU                                | 6                                     | 4                                     | 1                                     | 1                                     | 48                                    | 24                                    | 9                                     | 1/4                                   | Finale de l'Est : Ottawa 11, Université Queen's 2 Coupe Grey : Ottawa 24, Tammany Tigers de Winnipeg 2                                                                                       |
| 1926                            | IRFU                                | 6                                     | 5                                     | 1                                     | 0                                     | 72                                    | 57                                    | 10                                    | 1/4                                   | Finale de l'Est : Ottawa 7, Balmy Beach de Toronto 6 Coupe Grey : Ottawa 10, Université de Toronto 7                                                                                         |
| 1927                            | IRFU                                | 6                                     | 3                                     | 2                                     | 1                                     | 44                                    | 47                                    | 7                                     | 2/4                                   | Non qualifiés |
| 1928                            | IRFU                                | 6                                     | 1                                     | 4                                     | 1                                     | 22                                    | 103                                   | 3                                     | 4/4                                   | Non qualifiés |
| 1929                            | IRFU                                | 6                                     | 0                                     | 6                                     | 0                                     | 12                                    | 128                                   | 0                                     | 4/4                                   | Non qualifiés |
| 1930                            | IRFU                                | 6                                     | 0                                     | 6                                     | 0                                     | 7                                     | 90                                    | 0                                     | 4/4                                   | Non qualifiés |
| Rough Riders d'Ottawa           |                                     |                                       |                                       |                                       |                                       |                                       |                                       |                                       |                                       | |
| 1931                            | IRFU                                | 6                                     | 0                                     | 6                                     | 0                                     | 31                                    | 99                                    | 0                                     | 4/4                                   | Non qualifiés |
| 1932                            | IRFU                                | 6                                     | 0                                     | 6                                     | 0                                     | 24                                    | 139                                   | 0                                     | 4/4                                   | Non qualifiés |
| 1933                            | IRFU                                | 6                                     | 3                                     | 3                                     | 0                                     | 61                                    | 75                                    | 6                                     | 3/4                                   | Non qualifiés |
| 1934                            | IRFU                                | 6                                     | 1                                     | 5                                     | 0                                     | 34                                    | 67                                    | 2                                     | 4/4                                   | Non qualifiés |
| 1935                            | IRFU                                | 9                                     | 5                                     | 4                                     | 0                                     | 104                                   | 98                                    | 10                                    | 3/4                                   | Non qualifiés |
| 1936                            | IRFU                                | 6                                     | 3                                     | 3                                     | 0                                     | 49                                    | 63                                    | 6                                     | 2/4                                   | Demi-finale de l'IRFU : Ottawa 3, Tigers de Hamilton 2 Finale de l'IRFU (total de deux matchs): Ottawa 22, Argonauts de Toronto 6 Coupe Grey : Imperials de Sarnia (en) 26, Ottawa 20        |
| 1937                            | IRFU                                | 6                                     | 3                                     | 3                                     | 0                                     | 52                                    | 46                                    | 6                                     | 2/4                                   | Finale de l'IRFU (total de deux matchs) : Argonauts de Toronto 21, Ottawa 16 |
| 1938                            | IRFU                                | 6                                     | 5                                     | 1                                     | 0                                     | 141                                   | 41                                    | 10                                    | 1/4                                   | Finale de l'IRFU (total de deux matchs) : Argonauts de Toronto 14, Ottawa 4 |
| 1939                            | IRFU                                | 6                                     | 5                                     | 1                                     | 0                                     | 145                                   | 44                                    | 10                                    | 1/4                                   | Finale de l'IRFU (total de deux matchs) : Ottawa 39, Argonauts de Toronto 6 Finale de l'Est : Ottawa 23, Imperials de Sarnia 1 Coupe Grey : Blue Bombers de Winnipeg 8, Ottawa 7             |
| 1940                            | IRFU                                | 6                                     | 5                                     | 1                                     | 0                                     | 116                                   | 40                                    | 10                                    | 1/4                                   | Finale de l'IRFU (total de deux matchs) : Ottawa 20, Argonauts de Toronto 2 Coupe Grey (total de deux matchs) : Ottawa 19, Balmy Beach de Toronto 7                                          |
| 1941                            | ERFU                                | 6                                     | 5                                     | 1                                     | 0                                     | 72                                    | 21                                    | 10                                    | 1/4                                   | Finale de l'ERFU (total de deux matchs): Ottawa 18, Argonauts de Toronto 17 Finale de l'Est : Ottawa 7, Wildcats de Hamilton 2 Coupe Grey : Blue Bombers de Winnipeg 18, Ottawa 16           |
| 1942                            | Saison annulée                      | Saison annulée                        | Saison annulée                        | Saison annulée                        | Saison annulée                        | Saison annulée                        | Saison annulée                        | Saison annulée                        | Saison annulée                        | Saison annulée |
| 1943                            | Saison annulée                      | Saison annulée                        | Saison annulée                        | Saison annulée                        | Saison annulée                        | Saison annulée                        | Saison annulée                        | Saison annulée                        | Saison annulée                        | Saison annulée |
| 1944                            | Saison annulée                      | Saison annulée                        | Saison annulée                        | Saison annulée                        | Saison annulée                        | Saison annulée                        | Saison annulée                        | Saison annulée                        | Saison annulée                        | Saison annulée |
| 1945                            | IRFU                                | 6                                     | 5                                     | 1                                     | 0                                     | 105                                   | 40                                    | 10                                    | 1/4                                   | Finale de l'IRFU (total de deux matchs) : Argonauts de Toronto 33, Ottawa 18 |
| 1946                            | IRFU                                | 12                                    | 6                                     | 4                                     | 2                                     | 175                                   | 128                                   | 14                                    | 3/4                                   | Non qualifiés |
| 1947                            | IRFU                                | 12                                    | 8                                     | 4                                     | 0                                     | 170                                   | 103                                   | 16                                    | 1/4                                   | Finale de l'IRFU (total de deux matchs) : Argonauts de Toronto 24, Ottawa 0 |
| 1948                            | IRFU                                | 12                                    | 10                                    | 2                                     | 0                                     | 264                                   | 130                                   | 20                                    | 1/4                                   | Finale de l'IRFU (total de deux matchs) : Ottawa 34, Alouettes de Montréal 28 Finale de l'Est : Ottawa 19, Tigers de Hamilton 0 Coupe Grey : Stampeders de Calgary 12, Ottawa 7              |
| 1949                            | IRFU                                | 12                                    | 11                                    | 1                                     | 0                                     | 261                                   | 170                                   | 22                                    | 1/4                                   | Finale de l'IRFU (total de deux matchs) : Alouettes de Montréal 36, Ottawa 20 |
| 1950                            | IRFU                                | 12                                    | 4                                     | 7                                     | 1                                     | 182                                   | 231                                   | 9                                     | 4/4                                   | Non qualifiés |
| 1951                            | IRFU                                | 12                                    | 7                                     | 5                                     | 0                                     | 218                                   | 197                                   | 14                                    | 1/4                                   | Finale de l'IRFU (total de deux matchs) : Ottawa 26, Tiger-Cats de Hamilton 16 Finale de l'Est : Ottawa 43, Imperials de Sarnia 17 Coupe Grey : Ottawa 21, Roughriders de la Saskatchewan 14 |
| 1952                            | IRFU                                | 12                                    | 5                                     | 7                                     | 0                                     | 200                                   | 238                                   | 10                                    | 3/4                                   | Non qualifiés |
| 1953                            | IRFU                                | 14                                    | 7                                     | 7                                     | 0                                     | 266                                   | 238                                   | 14                                    | 3/4                                   | Non qualifiés |
| 1954                            | IRFU                                | 14                                    | 2                                     | 12                                    | 0                                     | 129                                   | 337                                   | 4                                     | 4/4                                   | Non qualifiés |
| 1955                            | IRFU                                | 12                                    | 3                                     | 9                                     | 0                                     | 174                                   | 337                                   | 6                                     | 4/4                                   | Non qualifiés |
| 1956                            | IRFU                                | 14                                    | 7                                     | 7                                     | 0                                     | 326                                   | 359                                   | 8                                     | 3/4                                   | Demi-finale de l'Est : Tiger-Cats de Hamilton 46, Ottawa 21 |
| 1957                            | IRFU                                | 14                                    | 8                                     | 6                                     | 0                                     | 326                                   | 237                                   | 16                                    | 2/4                                   | Demi-finale de l'Est : Alouettes de Montréal 24, Ottawa 15 |
| 1958                            | IRFU                                | 14                                    | 6                                     | 8                                     | 0                                     | 233                                   | 243                                   | 12                                    | 3/4                                   | Demi-finale de l'Est : Ottawa 26, Alouettes de Montréal 12 Finale de l'Est (total de deux matchs) : Tiger-Cats de Hamilton 54, Ottawa 14                                                     |
| 1959                            | IRFU                                | 14                                    | 8                                     | 6                                     | 0                                     | 275                                   | 217                                   | 16                                    | 2/4                                   | Demi-finale de l'Est : Ottawa 43, Alouettes de Montréal 0 Finale de l'Est (total de deux matchs) : Tiger-Cats de Hamilton 26, Ottawa 24                                                      |
| 1960                            | Est                                 | 14                                    | 9                                     | 5                                     | 0                                     | 400                                   | 283                                   | 18                                    | 2/4                                   | Demi-finale de l'Est : Ottawa 30, Alouettes de Montréal 14 Finale de l'Est (total de deux matchs) : Ottawa 54, Argonauts de Toronto 41 Coupe Grey : Ottawa 16, Eskimos d'Edmonton 6          |
| 1961                            | Est                                 | 14                                    | 8                                     | 6                                     | 0                                     | 359                                   | 285                                   | 16                                    | 2/4                                   | Demi-finale de l'Est : Argonauts de Toronto 43, Ottawa 19 |
| 1962                            | Est                                 | 14                                    | 6                                     | 7                                     | 1                                     | 339                                   | 302                                   | 13                                    | 2/4                                   | Demi-finale de l'Est : Alouettes de Montréal 18, Ottawa 17 |
| 1963                            | Est                                 | 14                                    | 9                                     | 5                                     | 0                                     | 326                                   | 284                                   | 18                                    | 2/4                                   | Demi-finale de l'Est : Ottawa 17, Alouettes de Montréal 5 Finale de l'Est (total de deux matchs) : Tiger-Cats de Hamilton 63, Ottawa 35                                                      |
| 1964                            | Est                                 | 14                                    | 8                                     | 5                                     | 1                                     | 313                                   | 228                                   | 17                                    | 4/4                                   | Demi-finale de l'Est : Ottawa 27, Alouettes de Montréal 0 Finale de l'Est (total de deux matchs) : Tiger-Cats de Hamilton 39, Ottawa 38                                                      |
| 1965                            | Est                                 | 14                                    | 7                                     | 7                                     | 0                                     | 300                                   | 234                                   | 14                                    | 2/4                                   | Demi-finale de l'Est : Ottawa 36, Alouettes de Montréal 7 Finale de l'Est (total de deux matchs) : Tiger-Cats de Hamilton 35, Ottawa 20                                                      |
| 1966                            | Est                                 | 14                                    | 11                                    | 3                                     | 0                                     | 278                                   | 177                                   | 22                                    | 1/4                                   | Finale de l'Est (total de deux matchs) : Ottawa 72, Tiger-Cats de Hamilton 17 Coupe Grey : Roughriders de la Saskatchewan 29, Ottawa 14                                                      |
| 1967                            | Est                                 | 14                                    | 9                                     | 4                                     | 1                                     | 337                                   | 207                                   | 19                                    | 2/4                                   | Demi-finale de l'Est : Ottawa 38, Argonauts de Toronto 22 Finale de l'Est (total de deux matchs) : Tiger-Cats de Hamilton 37, Ottawa 3                                                       |
| 1968                            | Est                                 | 14                                    | 9                                     | 3                                     | 2                                     | 419                                   | 271                                   | 20                                    | 1/4                                   | Finale de l'Est (total de deux matchs) : Ottawa 47, Argonauts de Toronto 27 Coupe Grey : Ottawa 24, Stampeders de Calgary 21                                                                 |
| 1969                            | Est                                 | 14                                    | 11                                    | 3                                     | 0                                     | 399                                   | 298                                   | 22                                    | 1/4                                   | Finale de l'Est (total de deux matchs) : Ottawa 46, Argonauts de Toronto 25 Coupe Grey : Ottawa 29, Roughriders de la Saskatchewan 11                                                        |
| 1970                            | Est                                 | 14                                    | 4                                     | 10                                    | 0                                     | 255                                   | 279                                   | 8                                     | 4/4                                   | Non qualifiés |
| 1971                            | Est                                 | 14                                    | 6                                     | 8                                     | 0                                     | 291                                   | 277                                   | 12                                    | 3/4                                   | Demi-finale de l'Est : Tiger-Cats de Hamilton 23, Ottawa 4 |
| 1972                            | Est                                 | 14                                    | 11                                    | 3                                     | 0                                     | 298                                   | 228                                   | 22                                    | 2/4                                   | Demi-finale de l'Est : Ottawa 14, Alouettes de Montréal 11 Finale de l'Est (total de deux matchs) : Tiger-Cats de Hamilton 30, Ottawa 27                                                     |
| 1973                            | Est                                 | 14                                    | 9                                     | 5                                     | 0                                     | 275                                   | 234                                   | 18                                    | 1/4                                   | Finale de l'Est : Ottawa 23, Alouettes de Montréal 14 Coupe Grey : Ottawa 22, Eskimos d'Edmonton 18                                                                                          |
| 1974                            | Est                                 | 16                                    | 7                                     | 9                                     | 0                                     | 261                                   | 271                                   | 14                                    | 2/4                                   | Demi-finale de l'Est : Ottawa 21, Tiger-Cats de Hamilton 19 Finale de l'Est : Alouettes de Montréal 14, Ottawa 4                                                                             |
| 1975                            | Est                                 | 16                                    | 10                                    | 5                                     | 1                                     | 394                                   | 280                                   | 21                                    | 1/4                                   | Finale de l'Est : Alouettes de Montréal 20, Ottawa 10 |
| 1976                            | Est                                 | 16                                    | 9                                     | 6                                     | 1                                     | 411                                   | 346                                   | 19                                    | 1/4                                   | Finale de l'Est : Ottawa 17, Tiger-Cats de Hamilton 15 Coupe Grey : Ottawa 23, Roughriders de la Saskatchewan 20                                                                             |
| 1977                            | Est                                 | 16                                    | 8                                     | 8                                     | 0                                     | 368                                   | 344                                   | 16                                    | 2/4                                   | Demi-finale de l'Est : Ottawa 21, Argonauts de Toronto 16 Finale de l'Est : Alouettes de Montréal 21, Ottawa 18                                                                              |
| 1978                            | Est                                 | 16                                    | 11                                    | 5                                     | 0                                     | 395                                   | 261                                   | 22                                    | 1/4                                   | Finale de l'Est : Alouettes de Montréal 21, Ottawa 16 |
| 1979                            | Est                                 | 16                                    | 8                                     | 6                                     | 2                                     | 349                                   | 315                                   | 18                                    | 2/4                                   | Demi-finale de l'Est : Ottawa 29, Tiger-Cats de Hamilton 26 Finale de l'Est : Alouettes de Montréal 17, Ottawa 6                                                                             |
| 1980                            | Est                                 | 16                                    | 7                                     | 9                                     | 0                                     | 353                                   | 393                                   | 14                                    | 3/4                                   | Demi-finale de l'Est : Alouettes de Montréal 25, Ottawa 21 |
| 1981                            | Est                                 | 16                                    | 5                                     | 11                                    | 0                                     | 306                                   | 446                                   | 10                                    | 2/4                                   | Demi-finale de l'Est : Ottawa 20, Alouettes de Montréal 16 Finale de l'Est : Ottawa 17, Tiger-Cats de Hamilton 13 Coupe Grey : Eskimos d'Edmonton 26, Ottawa 23                              |
| 1982                            | Est                                 | 16                                    | 5                                     | 11                                    | 0                                     | 376                                   | 462                                   | 10                                    | 3/4                                   | Demi-finale de l'Est : Ottawa 30, Tiger-Cats de Hamilton 20 Finale de l'Est : Argonauts de Toronto 44, Ottawa 7                                                                              |
| 1983                            | Est                                 | 16                                    | 8                                     | 8                                     | 0                                     | 384                                   | 424                                   | 16                                    | 2/4                                   | Demi-finale de l'Est : Tiger-Cats de Hamilton 33, Ottawa 31 |
| 1984                            | Est                                 | 16                                    | 4                                     | 12                                    | 0                                     | 354                                   | 507                                   | 8                                     | 4/4                                   | Non qualifiés |
| 1985                            | Est                                 | 16                                    | 7                                     | 9                                     | 0                                     | 272                                   | 402                                   | 14                                    | 3/4                                   | Demi-finale de l'Est : Concordes de Montréal 30, Ottawa 20 |
| 1986                            | Est                                 | 18                                    | 3                                     | 14                                    | 1                                     | 346                                   | 514                                   | 7                                     | 4/4                                   | Non qualifiés |
| 1987                            | Est                                 | 18                                    | 3                                     | 15                                    | 0                                     | 377                                   | 598                                   | 6                                     | 4/4                                   | Non qualifiés |
| 1988                            | Est                                 | 18                                    | 2                                     | 16                                    | 0                                     | 278                                   | 618                                   | 4                                     | 4/4                                   | Non qualifiés |
| 1989                            | Est                                 | 18                                    | 4                                     | 14                                    | 0                                     | 426                                   | 630                                   | 8                                     | 4/4                                   | Non qualifiés |
| 1990                            | Est                                 | 18                                    | 7                                     | 11                                    | 0                                     | 540                                   | 602                                   | 14                                    | 3/4                                   | Demi-finale de l'Est : Argonauts de Toronto 34, Ottawa 25 |
| 1991                            | Est                                 | 18                                    | 7                                     | 11                                    | 0                                     | 522                                   | 577                                   | 14                                    | 3/4                                   | Demi-finale de l'Est : Blue Bombers de Winnipeg 26, Ottawa 8 |
| 1992                            | Est                                 | 18                                    | 9                                     | 9                                     | 0                                     | 484                                   | 439                                   | 18                                    | 3/4                                   | Demi-finale de l'Est : Tiger-Cats de Hamilton 29, Ottawa 28 |
| 1993                            | Est                                 | 18                                    | 4                                     | 14                                    | 0                                     | 387                                   | 517                                   | 8                                     | 3/4                                   | Demi-finale de l'Est : Tiger-Cats de Hamilton 21, Ottawa 10 |
| 1994                            | Est                                 | 18                                    | 4                                     | 14                                    | 0                                     | 480                                   | 647                                   | 8                                     | 4/6                                   | Demi-finale de l'Est : Blue Bombers de Winnipeg 26, Ottawa 16 |
| 1995                            | Nord                                | 18                                    | 3                                     | 15                                    | 0                                     | 348                                   | 685                                   | 6                                     | 8/8                                   | Non qualifiés |
| 1996                            | Est                                 | 18                                    | 3                                     | 15                                    | 0                                     | 353                                   | 524                                   | 6                                     | 4/4                                   | Non qualifiés |